# Andi Matichak
Andi Matichak (Framingham, 7 juni 1994) is een Amerikaans actrice. Ze is vooral bekend door haar rol van Allyson Nelson in de Halloween-reboot en de vervolgfilms Halloween Kills en Halloween Ends.

## Biografie
Matichak groeide op in een buitenwijk van Chicago. In deze stad begon ze met acteren. Na haar diploma te hebben behaald aan de St. Francis High School, verhuisde Matichack naar New York om model- en acteerwerk te doen.
Vanaf 2013 had Matichak gastrollen in series als 666 Park Avenue, Orange Is the New Black, Underground en Blue Bloods. In 2018 had Matichack haar eerste grote rol in de slasher-film Halloween. In deze film speelt Matichak de rol van Allysson Nelson, de kleindochter van Laurie Strode (gespeeld door Jamie Lee Curtis) die ook al in het origineel voorkwam. Matichak speelde deze rol opnieuw in de vervolgfilms Halloween Kills en Halloween Ends.

## Filmografie

### Films
| Jaar | Titel                        | Rol            | Opmerkingen  |
| ---- | ---------------------------- | -------------- | ------------ |
| 2015 | Naomi and Ely's No Kiss List | Montana        | Niet genoemd |
| 2016 | Miles                        | Wendy Brazda   |              |
| 2016 | Evol                         | Samantha       |              |
| 2018 | Bathroom Talk                | Lex            | Korte film   |
| 2018 | Halloween 2018               | Allyson Nelson |              |
| 2019 | Assimilate                   | Kayla Shepard  |              |
| 2021 | Foxhole                      | Gale           |              |
| 2021 | Son                          | Laura          |              |
| 2021 | Halloween Kills              | Allyson Nelson |              |
| 2022 | Halloween Ends               | Allyson Nelson |              |

### Televisie
| Jaar | Titel                   | Rol          | Extra  |
| ---- | ----------------------- | ------------ | ------ |
| 2013 | 666 Park Avenue         | Shannon      | 2 afl. |
| 2014 | Making It: The Series   | Maggie       | 4 afl. |
| 2015 | Orange Is the New Black | Meadow       | 1 afl. |
| 2016 | Underground             | Miss Jubilee | 1 afl. |
| 2017 | Blue Bloods             | Caroline     | 1 afl. |
| 2017 | The Boonies             | Holly        |        |